# Ґалеш Калам-е Лейла Кух
Ґалеш Калам-е Лейла Кух (перс. گالشكلام ليلاكوه) — село в Ірані, у дегестані Дівшал, в Центральному бахші, шагрестані Лянґаруд остану Ґілян. За даними перепису 2006 року, його населення становило 199 осіб, що проживали у складі 59 сімей.

## Клімат
Середня річна температура становить 14,92°C, середня максимальна – 28,41°C, а середня мінімальна – 0,97°C. Середня річна кількість опадів – 1154 мм.
| Клімат поселення                              | Клімат поселення | Клімат поселення | Клімат поселення | Клімат поселення | Клімат поселення | Клімат поселення | Клімат поселення | Клімат поселення | Клімат поселення | Клімат поселення | Клімат поселення | Клімат поселення | Клімат поселення |
| Показник                                      | Січ.             | Лют.             | Бер.             | Квіт.            | Трав.            | Черв.            | Лип.             | Серп.            | Вер.             | Жовт.            | Лист.            | Груд.            |                  |
| Середній максимум, °C                         | 9,49             | 9,66             | 12,19            | 17,98            | 21,93            | 25,73            | 28,41            | 28,29            | 25,59            | 21,08            | 16,40            | 12,28            |                  |
| Середня температура, °C                       | 5,24             | 5,38             | 7,92             | 13,72            | 17,66            | 21,46            | 24,34            | 24,21            | 21,52            | 17,00            | 12,33            | 8,20             |                  |
| Середній мінімум, °C                          | 0,97             | 1,12             | 3,66             | 9,45             | 13,40            | 17,20            | 20,26            | 20,14            | 17,44            | 12,92            | 8,27             | 4,13             |                  |
| Норма опадів, мм                              | 105              | 89               | 85               | 44               | 46               | 35               | 34               | 61               | 137              | 216              | 169              | 133              |                  |
| Середньомісячна швидкість вітру, м/с          | 2.40             | 2.50             | 2.50             | 2.40             | 2.33             | 2.49             | 2.62             | 2.30             | 2.10             | 2.09             | 2.03             | 2.25             |                  |
| Середньомісячна сонячна радіація, кДж/м²·день | 7049             | 9095             | 11024            | 15386            | 19452            | 21311            | 21715            | 18313            | 15060            | 10807            | 8631             | 6731             |                  |
| --------------------------------------------- | ---------------- | ---------------- | ---------------- | ---------------- | ---------------- | ---------------- | ---------------- | ---------------- | ---------------- | ---------------- | ---------------- | ---------------- | ---------------- |
| Джерело:                                      |                  |                  |                  |                  |                  |                  |                  |                  |                  |                  |                  |                  |                  |